# سترومزي
مايكل إبينازر كاوادجو أوماري أوو جونيور (Michael Ebenazer Kwadjo Omari Owuo, Jr.) (بالإنجليزية: Stormzy) أو فقط سترومزي (Stromzy) من مواليد 26 يونيو 1993.هو مغني هيب هوب إنجليزي.

## روابط خارجية
- سترومزي على موقع IMDb (الإنجليزية)
- سترومزي على موقع ألو سيني (الفرنسية)
- سترومزي على موقع ميوزك برينز (الإنجليزية)
- سترومزي على موقع أول ميوزيك (الإنجليزية)
- سترومزي على موقع ديسكوغز (الإنجليزية)